# Promenadologie
Die Promenadologie (auch Spaziergangswissenschaft und englisch Strollology) ist eine von Lucius Burckhardt entwickelte kulturwissenschaftliche und ästhetische Methode, die darauf zielt, die Bedingungen der Wahrnehmung der Umwelt bewusst zu machen und die Umweltwahrnehmung zu erweitern. Sie basiert sowohl auf einer kulturgeschichtlichen Analyse von Formen der Umweltwahrnehmung als auch auf experimentellen Praktiken zur Umweltwahrnehmung wie reflexive Spaziergänge und ästhetische Interventionen. Insofern sie neben kulturwissenschaftlichen auch praktische Anteile und ästhetische Interventionen umfasst, um die Umweltwahrnehmung und das Verhalten in Freiräumen zu ermitteln, griffe eine Einschränkung der Spaziergangswissenschaft auf Wissenschaft ebenso zu kurz, wie eine Ausweisung als künstlerische Methode verfehlt wäre. Sie ist von Planern und Künstlern aufgegriffen und teilweise umgestaltet worden. Im Volksmund wird der Begriff Promenadologie teilweise auch ironisch im Sinn von Faulenzen verwendet.

## Geschichte
1976 unternahm Lucius Burckhardt mit Studierenden der Universität Kassel seinen „Urspaziergang“ im Schlosspark Riede.
Der Soziologe Lucius Burckhardt begründete die Spaziergangswissenschaft zusammen mit seiner Frau Annemarie Burckhardt in den 1980er Jahren im Rahmen seiner Lehrtätigkeit an der Gesamthochschule Kassel. Burckhardt entwickelte sie aus Teilen der Soziologie und des Urbanismus. Ursprünglich in Diskursen der Stadt- und Landschaftsplanung verankert, wurden Projekte der Spaziergangswissenschaft wiederholt im Kontext zeitgenössischer Kunstausstellungen rezipiert. Bekannt wurde der Spaziergang Die Fahrt nach Tahiti, aufgeführt in einem ehemaligen Truppenübungsgelände am Rande von Kassel. Ebenso der Spaziergang Das Zebra streifen (1993). Die Stadt Frankfurt am Main veranstaltete im September 2008 den zweitägigen, internationalen Kongress „Gut zu Fuß. Die Spaziergangswissenschaft“.
Bereits in den 1950er Jahren empfahl der Schriftsteller und Situationist Guy Debord das freie Erleben des städtischen Raums, um daraus einen neuen Blick zu gewinnen und bezeichnete den philosophisch-kulturwissenschaftlichen und psychologischen Ansatz als Dérive.

## Spaziergangswissenschaft

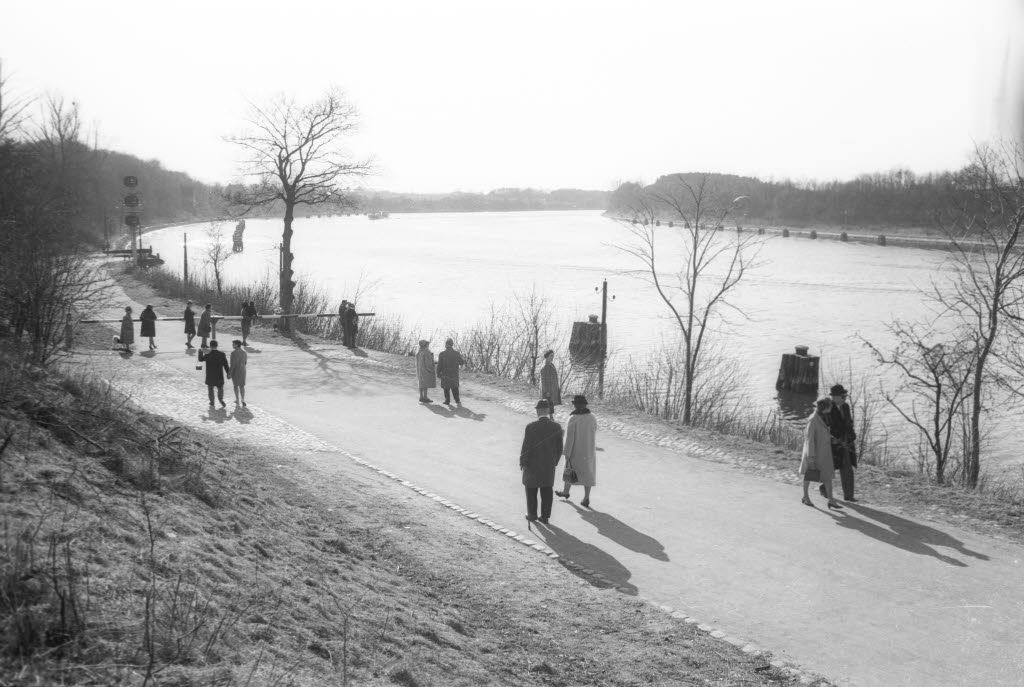
Spaziergänger am Nord-Ostsee-Kanal bei Margaretental

Als kritischer Planungswissenschaftler hat Burckhardt dem technokratischen Ansatz in der Planungswissenschaft, der in den 1960er bis 1980er Jahre verbreitet war, widersprochen und aus dem Widerspruch eine alternative Methode zum Umgang mit Problemen in der Planung entwickelt. Die Spaziergangswissenschaft hat er, obgleich sich die kulturgeschichtliche Forschung eindeutig im Feld der Wissenschaft bewegte, nicht im Sinne einer streng akademischen Wissenschaft mit paradigmatischem Kern und festgelegter Methodik konzipiert. Eine rein wissenschaftliche Methodik wäre seiner Meinung nach einer Planungsdisziplin, die auch gestalterische Aspekte umfasst, nicht angemessen. Für die Analyse kultureller Phänomene benutzte er eine hermeneutische Methode, wie sie in der Geisteswissenschaft und Kunstwissenschaft üblich ist, um den Sinngehalt kultureller Phänomene auszulegen.
In Bezug auf Planung kombinierte er diese Forschung mit praktischen Anteilen z. B. Erkundungen in der Stadt oder auf dem Land (Ethnologen sprechen davon, dass man sich ins Feld begibt). Diese Erkundungen bildeten reflexive Spaziergänge, mittels derer versucht wurde, am Beispiel von typischen und alltäglichen Situationen planerische Fragestellungen zu klären. Dazu waren die reflexiven Spaziergänge mit den Fragen verbunden, was man sieht und warum man das sieht bzw. wie man sich verhält und warum man sich so verhält. Denn die Wahrnehmung der Umwelt stellt sich unter geschichtlicher Perspektive als wandelbar und historisch geworden dar. Daher ging es Burckhardt in der Ausbildung von Planern darum, ihnen bewusst zu machen, dass gegenwärtige Selbstverständlichkeiten nicht immer so selbstverständlich waren und dass die aktuelle Umweltwahrnehmung historischen Bedingungen unterliegt.
Neben kulturwissenschaftlichen und planungspolitischen Kenntnissen setzte Burckhardt auch ästhetische Mittel und Aktionen ein. Beispielsweise wurde auf einem Spaziergang ein Parkplatz als Seminarraum genutzt, um die Reaktionen der Autofahrer und Passanten auf diese Freiraumnutzung im Feldversuch zu ermitteln. Ihm ging es mit den Versuchen darum, zukünftigen Planern persönliche Erfahrungen abzuverlangen, die planerisch relevant sind wie z. B. das langsame Überqueren einer vielbefahrenen Straße. Ästhetische Interventionen in Alltagssituationen waren daher nicht allein im künstlerischen Sinne zu verstehen, sondern zielten auch darauf, den Teilnehmern bestimmte Wahrnehmungs- und Verhaltensgewohnheiten bewusst zu machen und die bekannten Situationen auf andere Weisen wahrnehmbar zu machen, weil viele Planungsprobleme letztlich ästhetische Probleme sind, die aus eingefahrenen Wahrnehmungsmustern resultieren. Man kann hier den Bogen spannen zur Methode der ethnomethodologischen Krisenexperimente (Harold Garfinkel), die mittels der Störungen oder Missachtung sozialer Konventionen dieselben erkennbar werden lassen.

## Lehre
Bis 1997 wurde die Spaziergangswissenschaft durch Lucius Burckhardt an der damaligen Universität-Gesamthochschule Kassel im Fachbereich Architektur, Stadt- und Landschaftsplanung unterrichtet. Anders als oft behauptet, handelte es sich bei der Spaziergangswissenschaft in Kassel aber nie um einen Lehrstuhl und auch nicht um einen Studiengang (entsprechende Medienberichte sind eine klassische Ente), vielmehr um eine soziologische Methode. Seither bezogen sich in Kassel einige Dozenten auf die Spaziergangswissenschaft oder machten sie zum methodischen Bestandteil von Seminaren. Von 2006 bis 2007 hatte Martin Schmitz einen Lehrauftrag am Fachbereich Architektur, Stadt- und Landschaftsplanung, in dessen Rahmen er die Spaziergangswissenschaft anwandte.
In Seminaren wird die Spaziergangswissenschaft auch an anderen Hochschulen gelehrt: Im Wintersemester 2006/2007 unterrichtete Bertram Weisshaar Spaziergangswissenschaft im Rahmen des Seminars Stadtwahrnehmung an der Universität Leipzig, Institut für Stadtentwicklung und Bauwirtschaft. 2007 führte Klaus Schäfer, Lehrstuhl Städtebau, Hochschule Bremen, das Seminar Zu Fuß durch, das ebenfalls Themen der Promenadologie aufgriff. 2011 reichte Hannah Stippl die Dissertation Nur wo der Mensch die Natur gestört hat, wird die Landschaft wirklich schön zu den landschaftstheoretischen Aquarellen von Lucius Burckhardt in der Klasse Landschaftsdesign an der Universität für angewandte Kunst Wien ein.

## Weitere Ziele und Varianten
Hat Burckhardt zunächst von Spaziergangswissenschaft gesprochen, so bezeichnete er sie später auch als Promenadologie. Unter dieser Bezeichnung ist sie von anderen aufgegriffen und teilweise eigenständig auf unterschiedliche Ziele hin entwickelt worden. Ziel der Promenadologie ist das konzentrierte und bewusste Wahrnehmen unserer Umwelt und dabei das Weiterführen des bloßen Sehens zum Erkennen. Laut Schmitz hat der technische Fortschritt auch zu einer Entfremdung und Wahrnehmungsveränderung des Menschen im Bezug zu seiner Umwelt geführt. Der Blick des Menschen hat sich rasant verändert. Den ersten Schritt zu dieser Veränderung trug die Eisenbahn bei, es folgten Automobil und Flugzeug. Auch GPS mischt dabei mit, sich immer besser zurechtzufinden – und sofern man sich dessen nicht bewusst wird, kann auch diese technische Neuerung dazu führen, immer weniger zu sehen. Laut Weisshaar etabliert sich mit der GPS-Navigation aber auch ein neues Medium, das – künstlerisch eingesetzt – gezielt die Wahrnehmung sensibilisieren kann.
So geht es der Promenadologie darum, die Umgebung wieder in die Köpfe der Menschen zurückzuholen. Hierbei dient der Spaziergang sowohl als „Instrument“ zur Erforschung unserer alltäglichen Lebensumwelt, als auch zur Vermittlung von Inhalten und Wissen. Der Spaziergang ist insbesondere geeignet, Raumeindrücke und räumliche Bezüge unmittelbar zu vermitteln, da Raum letztlich nur durch die eigene körperliche Bewegung durch denselben erfahrbar ist und etwa nur durch „rein wissenschaftliche Beschreibung“ nicht erfassbar ist.